# 榊正子
榊 正子（さかき まさこ）は、日本の文学者（英米文化・英米文学）。勲等は瑞宝中綬章。学位は文学修士（東京教育大学・1970年）。静岡県立大学名誉教授。
東京教育大学文学部助手、静岡女子大学文学部助教授、静岡県立大学国際関係学部教授、静岡県立大学大学院国際関係学研究科研究科長（第6代）などを歴任した。

## 概要
東京教育大学、静岡女子大学にて教鞭を執った。後年、新設された静岡県立大学でも引き続き教員を務めた。同大学では国際関係学部や大学院の国際関係学研究科などで教授を務めた。また、ロンドン大学にて客員研究員に就任した。この間、一貫してイギリス文学を専攻とした。

## 来歴

### 生い立ち
立教大学に進学し、文学部の英米文学科にて学んだ。1968年（昭和43年）3月に卒業し、文学士の称号を取得した。さらに東京教育大学の大学院に進学し、文学研究科にて学んだ。1970年（昭和45年）3月に修士課程を修了し、文学修士の学位を取得した。

### 文学者として
母校である東京教育大学に採用され、文学部の助手に就任した。
その後、静岡女子大学に採用され、1973年（昭和48年）4月に文学部の講師として着任した。のちに助教授に昇任した。文学部においては主として英文学科の講義を担当した。その後、静岡女子大学は他の公立大学と統合されることになり、静岡県立大学が設置されることになった。
静岡県立大学が1987年（昭和62年）4月に発足すると、それに伴い国際関係学部に異動した。1993年（平成5年）4月に国際関係学部の教授に昇任した。国際関係学部においては主として国際言語文化学科の講義を担当した。同時に大学院の国際関係学研究科においては教授を兼務することになった。学内では要職を歴任しており、大学院の国際関係学研究科においては2004年（平成16年）4月から2006年（平成18年）3月まで研究科長を兼務していた。また、他の教育・研究機関の役職も兼任しており、1991年（平成3年）にはロンドン大学にて客員研究員に就任している。2011年（平成23年）3月に静岡県立大学を定年退職した。同年4月1日に名誉教授に就任した。
これまでの功績により、2024年（令和6年）11月に瑞宝中綬章を受章した。

## 研究
専門は文学であり、特に英米文化や英米文学といった分野の研究に取り組んだ。特に19世紀以降のイギリス文化やイギリス文学についての研究に従事した。チャールズ・ディケンズの作品について研究を重ねており、ロンドン大学にて客員研究員を務めた際もディケンズの研究に従事した。また、ディケンズ以外にもさまざまな作家の作品を取り上げて研究している。たとえば、上梓した『笑うイギリス――怒りと癒しのダイナミズム』においてはディケンズ以外にもジェーン・オースティンやトーマス・ハーディの作品を取り上げ、それを通じてイギリス社会を論じている。また、J・K・ローリングのハリー・ポッターシリーズについても論じている。また、映画をはじめとする20世紀後半の大衆文化やポピュラーカルチャーについての研究にも従事した。
学術団体としては、日本英文学会などに所属していた。

## 略歴
- 1968年 - 立教大学文学部卒業[3]。
- 1970年 - 東京教育大学大学院文学研究科修士課程修了[3]。
- 1973年 - 静岡女子大学文学部講師[2]。
- 1987年 - 静岡県立大学国際関係学部助教授[2]。
- 1991年 - ロンドン大学客員研究員。
- 1993年 - 静岡県立大学国際関係学部教授[2]。
- 1993年 - 静岡県立大学大学院国際関係学研究科教授[2]。
- 2004年 - 静岡県立大学大学院国際関係学研究科研究科長[2]。
- 2011年 - 静岡県立大学定年退職[2]。
- 2011年 - 静岡県立大学名誉教授[7]。

## 栄典
- 2024年 - 瑞宝中綬章[2][11]。

## 著作

### 単著
- 榊正子著『イギリス小説――その伝統と特質』鷹書房弓プレス、1992年。ISBN 4803403864
- 榊正子著『笑うイギリス――怒りと癒しのダイナミズム』鷹書房弓プレス、2002年。ISBN 4803404674

### 共著
- 静岡女子大学20周年記念論文集編集委員会編『静岡女子大学創立二十周年記念論文集』静岡女子大学、1988年。全国書誌番号:89015067
- 有泉学宙ほか著、静岡県立大学英米文化研究室編『言語文化研究の方法――英米の言語と文芸』静岡県立大学英米文化研究室、1989年。NCID BN13015345
- 榊正子ほか著、静岡県立大学英米文化研究室編『多様化する言語文化研究』静岡県立大学英米文化研究室、1990年。NCID BN09276855
- 有泉学宙ほか著、静岡県立大学英米文化研究室編『言語文化研究の視座――時代変化と英米文学』静岡県立大学英米文化研究室、1991年。NCID BN09280637
- 静岡県立大学英米文化研究室編『英米の言語と文化』静岡県立大学英米文化研究室、1993年。NCID BB14662660
- 松本克己ほか著、静岡県立大学英米文化研究室編『変容する言語文化研究』静岡県立大学英米文化研究室、1994年。NCID BN11141065
- 静岡県立大学英米文化研究室編『言語文化研究の新展開』静岡県立大学英米文化研究室、1995年。NCID BA40812843
- 静岡県立大学国際関係学部英米文化コース編『ことば・文化・社会』静岡県立大学国際関係学部、1999年。全国書誌番号:99088621

### 註釈
1. ↑  東京教育大学は改組され、1973年に筑波大学が設置された。
2. ↑  静岡女子大学は、静岡薬科大学、静岡女子短期大学と統合され、1987年に静岡県立大学が設置された。

## 関連人物
- J・K・ローリング
- ジェーン・オースティン
- チャールズ・ディケンズ
- トーマス・ハーディ